# 得能通言
得能 通言（とくのう みちとき）は、南北朝時代の武将。

## 経歴・人物
得能氏は伊予河野氏と同族で、桑村郡得能荘領主。正慶2年/元弘3年（1333年）2月、後醍醐天皇の隠岐脱出に際し土居通増と共に挙兵、長門探題北条時直を破り四国を制圧する。のち上洛して後醍醐天皇の還幸に仕える。建武3年/延元元年（1336年）5月、湊川の戦いでは新田義貞に属し足利尊氏を迎撃するが敗れて帰洛する。天皇が東坂本に逃れた際もこれに従い、尊氏の攻撃を防ぐ。同年10月、義貞の北陸落ちに従うがその途上で討死した。